# Black Smoke

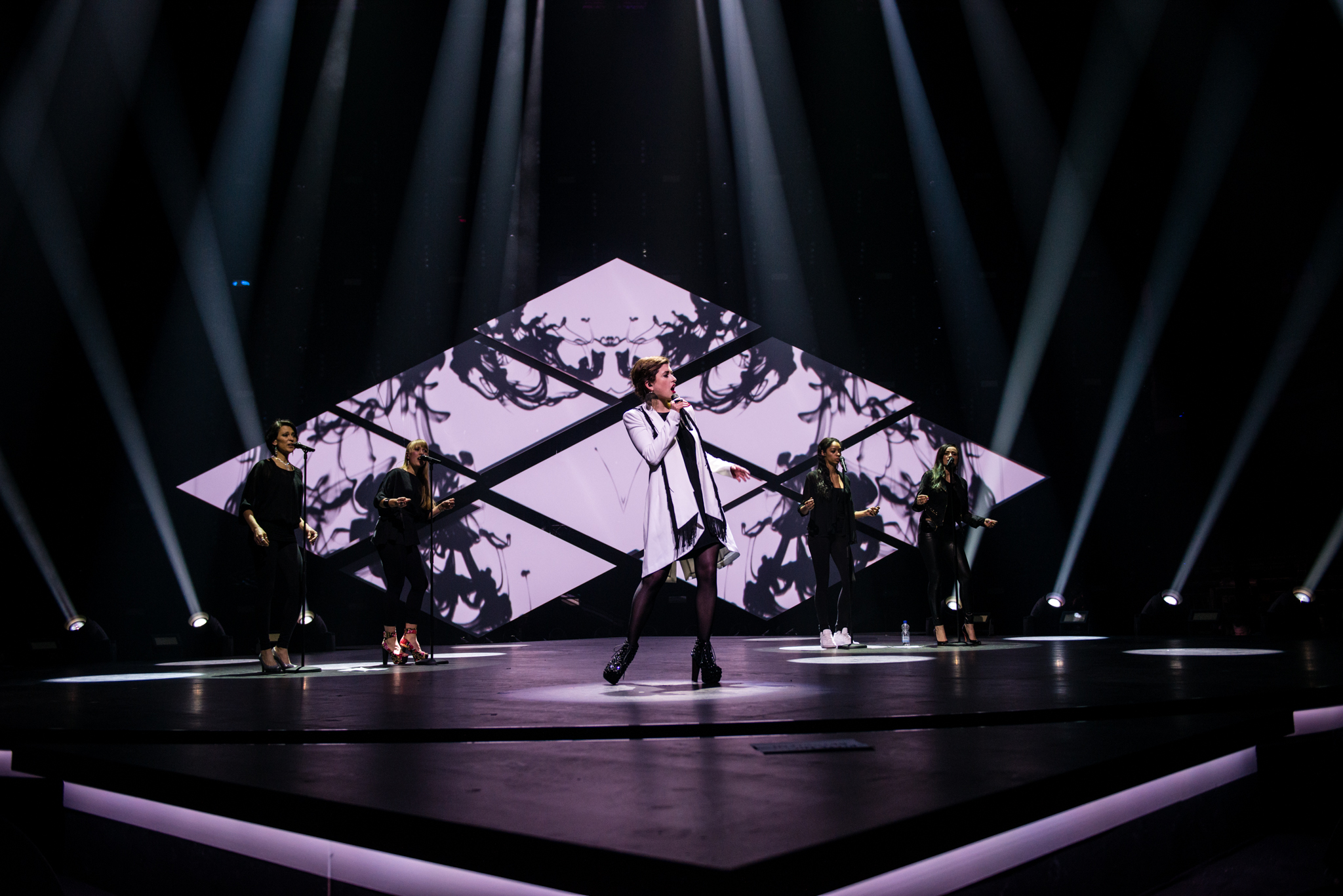
Ann Sophie mit Black Smoke beim deutschen Vorentscheid

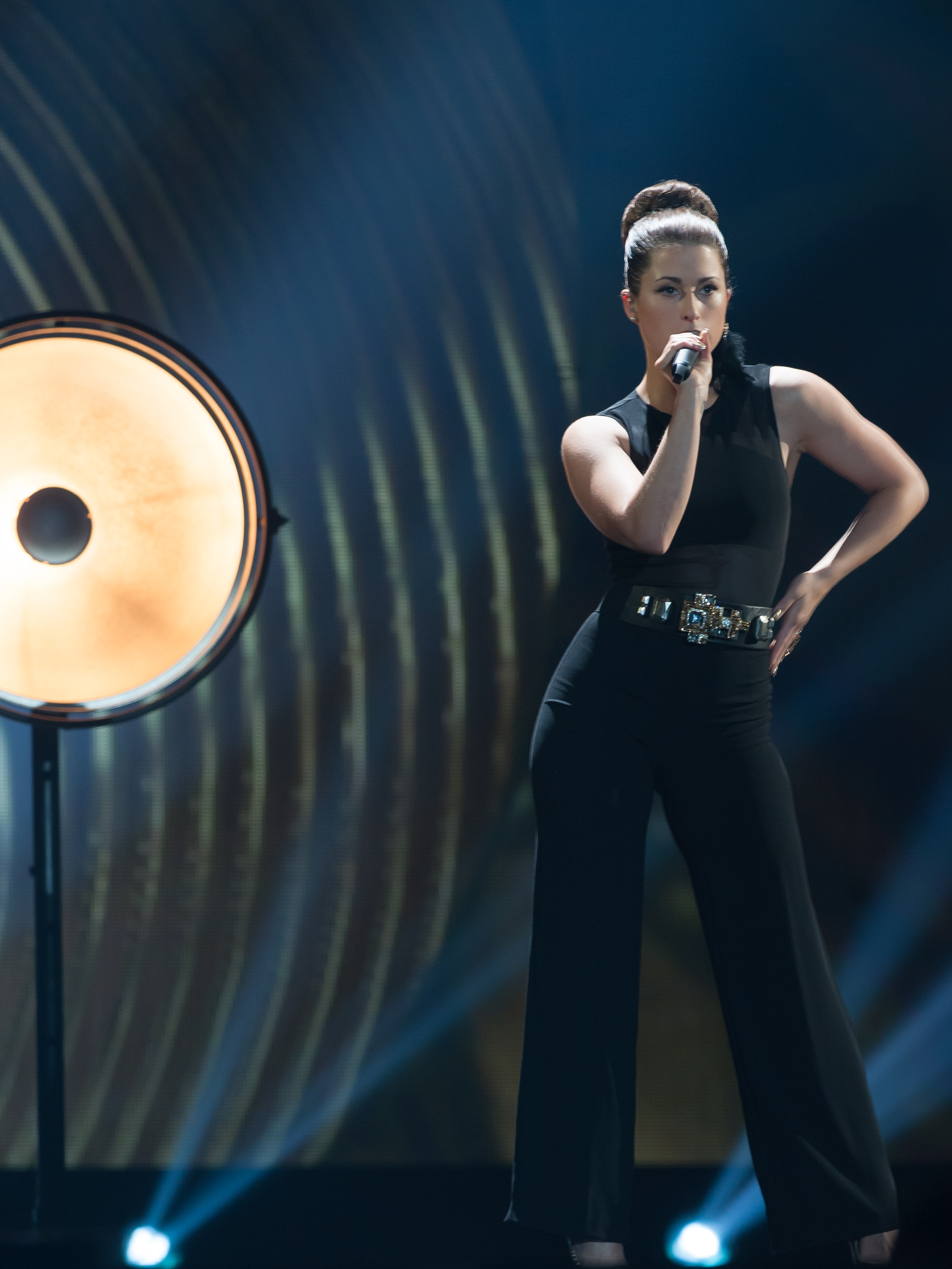
Ann Sophie singt Black Smoke bei einer Probe zum Eurovision Song Contest 2015

Black Smoke (englisch für Schwarzer Rauch) ist ein Song der deutschen Sängerin Ann Sophie. Musik und Text schrieben Michael Harwood, Ella McMahon und Tonino Speciale. Am 23. Mai 2015 hat Ann Sophie mit dem Titel Deutschland beim Eurovision Song Contest in Wien vertreten. Der Titel soll ursprünglich gar nicht für Ann Sophie bestimmt gewesen sein, sondern für die einstige The-Voice-of-Germany-Gewinnerin Ivy Quainoo.

## Eurovision Song Contest
Die Sängerin nahm mit ihrem Song Jump the Gun am Clubkonzert des deutschen Vorentscheids zum Eurovision Song Contest Unser Song für Österreich teil. Über das Videoportal YouTube hatte sich Ann Sophie mit ihrem ersten Song Get Over Yourself beworben. Da dieser aber schon 2012 veröffentlicht wurde, musste sie mit dem Song Jump The Gun antreten. Sie entschied das Clubkonzert mit 24,1 % für sich und erhielt eine Wildcard für den deutschen Vorentscheid in Hannover. Die Single Black Smoke erschien am 2. März 2015 bei Polydor und Island. Am 5. März 2015 wurde zwar Andreas Kümmert mit seinem Song Heart of Stone zum Sieger des Vorentscheids gewählt, er verzichtete jedoch auf die Teilnahme am ESC, womit Ann Sophie als Zweitplatzierte mit Black Smoke nachrückte. Entsprechend nahm sie am 23. Mai 2015 im Finale des ESC in Wien teil.
Deutschland war als Teil der Big Five direkt für das Finale qualifiziert. Dort erhielt Ann Sophie mit Black Smoke null Punkte und belegte den letzten Platz von 27 Kandidaten.

## Produktion
Das Lied wurde vom britischen Komponisten-Team Ella Eyre, Michael Harwood und Tonino Speciale komponiert. Es steht in der Tonart b-Moll.

## Mitwirkende
- Ann Sophie – Gesang
- Ella Eyre – Komposition
- Michael Harwood – Komposition
- Tonino Speciale – Komposition
- Mathias Ramson – Produzent
- Johannes Schmalenbach – Produzent
- Brix – Produzent

## Chartplatzierungen
| ChartsChartplatzierungen | Höchstplatzierung | Wochen |
| ------------------------ | ----------------- | ------ |
| Deutschland (GfK)        | 26 (5 Wo.)        | 5      |
| Österreich (Ö3)          | 54 (1 Wo.)        | 1      |